# ミュージック・フロム・ビッグ・ピンク
『ミュージック・フロム・ビッグ・ピンク』（Music from Big Pink）は、ザ・バンドが1968年に発表したデビュー・アルバム。
『ローリング・ストーン』誌が選んだ「オールタイム・グレイテスト・アルバム500」（2012年版）において34位にランクインした。

## 解説
サイケデリックブーム真っ盛りの1968年初めにレコーディングされた。しかしその流れとは正反対に、ザ・バンドのメンバーは従来のR&Bやゴスペルなどの黒人音楽と、カントリーやトラデイショナルソングなどの白人音楽とが融合したサウンドを作り上げた。
「ビッグ・ピンク」とは、ザ・バンドとボブ・ディランが一時借りていた住居の通称である。住居の側壁がピンク色に塗装されている事に由来している。アルバム・タイトルは、本作の音楽がビッグ・ピンクで録音されたものという印象を与えるが、実際にはニューヨークのA＆Rスタジオとロサンゼルスのゴールド・スター・スタジオで録音が行われている。
プロデューサーとしてアルバム制作に参加したミュージシャン、ジョン･サイモンが「どんなサウンドにしたいのか。」とメンバーに質問したとき、異口同音に「ビッグ・ピンクの地下室と同じように」と答えたという。そのビッグピンクは所有者を変え、現在も往時の外観を留め現存している。
シングル「ザ・ウェイト」は全米63位・全英21位に達した。また、同曲は映画『イージー・ライダー』でも使用されたが、権利関係の問題のため、サウンドトラック・アルバムではスミスというバンドの演奏によるカヴァーに差し替えられた。
この年の末に、ジョージ・ハリスンがディランを訪問するため渡米した際、このアルバムを大量に買い、帰国後「これは傑作だから、絶対に聞け」と周囲に配り渡した。
2018年8月31日、「50周年記念エディション」と「50周年記念スーパー・デラックス・エディション」（5枚組）が発売された。

## 収録曲
Side 1
1. 怒りの涙 - Tears of Rage (Bob Dylan, Richard Manuel) - 5:23
2. トゥ・キングダム・カム - To Kingdom Come (Robbie Robertson) - 3:22
3. イン・ア・ステイション - In a Station (Manuel) - 3:34
4. カレドニア・ミッション - Caledonia Mission (Robertson) - 2:59
5. ザ・ウェイト - The Weight (Robertson) - 4:38

Side 2
1. ウィ・キャン・トーク - We Can Talk (Manuel) - 3:06
2. ロング・ブラック・ベール - Long Black Veil (Marijohn Wilkin, Danny Dill) - 3:06
3. チェスト・フィーバー - Chest Fever (Robertson) - 5:18
4. 悲しきスージー - Lonesome Suzie (Manuel) - 4:04
5. 火の車 - This Wheel's on Fire (Dylan, Rick Danko) - 3:14
6. アイ・シャル・ビー・リリースト - I Shall be Released (Dylan) - 3:19